# いいでん!
『いいでん!』は、みずしな孝之による日本の漫画作品。ゲーム雑誌『ファミ通』（エンターブレイン）にて連載された。作者自身のゲーム日記形式の漫画作品である。旧題名は『いい電子』（いいでんし）。

## 概要
1999年に連載を開始。ゲームとは無縁だった作者が、とある出来事からゲーム雑誌で連載する羽目になり、楽しみつつ翻弄されていく日常を描くエッセイ漫画で、2011年4月21日号（2011年4月7日発売）掲載分より題名が改題された。また、姉妹誌の『ファミ通64+アドバンス』には、2001年5月号から4コマ漫画の「いい電子アドバンス」を掲載。掲載誌の誌名変更が行われた後も同じタイトルで継続していたが、『ファミ通DS+Wii』2008年5月号以降は「Wii電子」、2011年6月号からは本作の改題に伴って「Wiiでん!」として連載された。
2005年より、台湾版『ファミ通』にも翻訳されて、『良電子』というタイトルで掲載し、すでに単行本も5巻まで刊行されている（日本語版での4～8巻）。
2003年には東京ゲームショウに出展し、その際に本作の登場人物が総登場するRPG『まつむらクエスト』をRPG制作ソフト『RPGツクール』で制作して配布した。2009年現在、ゲームショウで公開されたバージョンを微調整した『まつむらクエスト完全版』がエンターブレインのWebサイトにて公開されている。
作中の誤字が散見され、時折別の回の冒頭などでお詫びを入れ、代替コマを制作することがある。
2009年12月10日より、PSP向けコミックコンテンツ配信サービスが始まり、そのローンチ作品の1つとして、いい電子の第1巻が配信された。（これが『いい電子』初めての電子書籍化となった。）なお、2012年9月末サービス終了に伴い配信終了となっている。
2015年9月20日の東京ゲームショウにて、残り3回（2015年10月8日発売号）で終了することが告知された。
2017年10月5日のニンテンドークラシックミニ スーパーファミコン発売を記念して発行された『スーパーファミコン通信』に描きおろし『みずしな孝之のたまに帰って来るいいでん!Z』が掲載された。
2021年1月28日にはauスマートパスを題材にした『みずしな孝之の帰ってきたいいでん!』がファミ通.comにて掲載された。

## 登場人物
みずしな孝之
本作の作者であり主人公。
昔はゲーム小僧だったが今はてんでからっきしで、作品の初期には「ヌルゲーマー（ぬるいゲーマー）」を自称していた。特にロールプレイングゲームやアクションゲームに関してはぬるい腕前だが、パズルゲームや音楽ゲームにを得意にし、作中ではかなりのレベルの高さを見せることもあった。
連載が決定した理由としては、他にオファーを出していた作者からスケジュール上の都合（週刊連載であることなど）でNGを受け、最終的に辿り着いた先だったため。”いい電子”を逆読みすると「しんでいい」となることに気づくも、早く読むと「シンディー」になるとこじつけて、長らくタイトルを変えずに連載した。
横浜ベイスターズファンであり、野球関連のゲームをプレイする際は必ず横浜を使用する。
テンションの起伏が激しく、図に乗ると天狗、落ち込むと地獄。過去にプレイしたゲームの思い出話をすると、大抵の場合はそれにまつわるトラウマが甦る。自虐ネタが多く、また藤井や恒川のアシスタント勢、担当の後藤からも（もっと言えば登場する人全員に）キツいツッコミをされる。
部屋が汚く、時にはソフトを紛失してそのまま見つからなくなる場合もあった。
内藤佳代子（旧姓：松村）
ぬるきるはる（つまりベタ・背景・トーン）担当のアシスタントで、作者曰く「敏腕美人アシスタント」。沖縄県出身。登場人物からは「内藤の人気は本人（みずしな）より上」とされる。
作品内では「猫好き」という描写が多いが、小動物に関しては全て好き。中でも犬に関してはとても愛着心を示しており、最近長年の夢だった柴犬を飼っている。2006年6月の結婚に伴い、姓が「内藤」なった（しかし、その後も数回みずしなに「旧松村」という街道のような表記を用いられる）。
北海道日本ハムファイターズのファンで、2月にキャンプ見学のついでに帰省するのが恒例。同じく日本ハムファンの伊集院光とも交友がある（後述）。
ご先祖様は大老・井伊直弼。また、母方の祖父は首里城の赤瓦を作った廉でプロジェクトXに出演したことがあり、血のつながらない親戚にローカルタレントの川満聡（川満しぇんしぇー）がいる。
新アシスタントのの登用や、2007年6月の長男出産・それに伴う育休のために登場機会は大きく減少し、藤井・恒川が休んだときのピンチヒッターとなる。2人からは「内藤チーフ」と呼ばれており、立場は（名目上の）チーフアシスタントに昇格したと思われる。
2009年の夏からは夫の仕事の都合で1年間ニューヨークに向かう予定だったが、折からの不況で日本（埼玉）に留まっていた。『いいでん!』の1巻において、ついにニューヨーク転勤が実現した事を報告。
マクニール石井（石井宏之）
初代編集者。みずしなに連載のオファーを持ちかけ、ゲーム界に引き込んだ張本人。「マクニール石井」は『ファミ通』誌上で使用していたペンネーム。
Gジャンがとても似合っており、「Mr.デニム」と呼ばれているとかいないとか。現在は『ファミ通』を離れスクウェア・エニックスに勤務しており、連載300回目にて同社を取材した回や500回記念の回にゲスト出演している。ゴルフ好きで、浜村弘一と同じく、熱心な阪神タイガースファンである。
ゴチさん（後藤聡子）
2代目担当編集者。小さい（公称148センチメートル）。漫画では清々しいくらいに暴力的なツッコミ（ドツき）役として描かれ、みずしな他各者を一方的に殴ったり頭にかみついたりしている。みずしなと取材に行くと必ず何かを起こすらしい。
愛称は本名→「ゴチさとこ」→「ゴチ」と転じたものが由来。なお後藤は『ファミ通』誌上では「サマァズ後藤」のペンネームを使用している。ファミ通誌面も含めイラスト以外の素顔は非公開だったが、ファミ通Xbox360で初めて素顔が公開された。
いい電子やいいでん！の他にも担当や編集として他作品の漫画に登場しており、山本さほの「無慈悲な8bit」やあかほりさとる原作、エンチ作画の「あかほりさとるの崖っぷち」にも登場している。
恒川陽子
松村の結婚に伴いみずしなが新たに雇った、「背の小さい方」「絵が上手い方」のアシスタント。大阪府豊中市出身。愛称は「つねちゃん」。
過去にセガ系のゲームセンターで勤務経験あり。興味あるものが出てくると妖気アンテナが作動する。漫画での性格はマイペースタイプ。
取材ロケのお留守番や帰省など、色々な事情で欠席することが多かったが、2010年4月22日号にて結婚のためチームみずしなを卒業した。
藤井みどり（藤井未登里）
同じくみずしなが新たに雇った「背の大きい方」のアシスタント。愛称は「フジイ」。秋田県大曲市出身。パンク系ファッションとカラフルな髪色が特徴。
当初は黒髪だったが、作品内における自分の姿に黒が多かったために「ベタを塗るのが面倒」を理由としてカラーリングを始めた。なお、これらは両親に黙って行っていたが、母がフジイの登場する『ファミ通』を全て購入していたことが判明。母には既にバレている状態ながら、帰郷時などの際は黒髪に戻している。
『ファミ通』内での卓球ゲーム「テーブルテニス」の大会で（みずしなを超えて）ベスト4に入る腕前。ややツンデレの傾向がある。また、TEAM NACS（特に戸次重幸）の大ファンでもある。髪の色から秋田ご当地の食べ物などが出てくることが多い。
浜村弘一
元『ファミ通』編集長であり、連載当時のエンターブレイン社長（現：KADOKAWAデジタルエンタテインメント担当シニアアドバイザー）。顔が大きい。根は優しくて外見が怖い、阪神タイガースファン。関係者から「パパ」、「浜パパ」とも呼ばれている。一部表記でのペンネームは「浜村通信」（自身のコラムにも使用している）。
バカタール加藤
前『ファミ通』編集長。鼻にペンをつっこむのがトレードマーク。
かつて『ファミ通』誌上でバカキャラを演じたり、くだらない記事を大真面目に書くなどの芸風を売りにしていた編集者で、そのためみずしな漫画共通のおぽんちキャラ設定がされており、初期から途中までセリフは全てひらがなになっていた。とても方向音痴。
水ピン（水間勇一）
元『ファミ通DS+Wii』編集長。現ファミ通こどもメディア編集長。
Ustream、ニコニコ生放送で放送されていた『ほぼ6時だヨ！水ピン集合』のメインMCを務めていた。同番組にはみずしなや藤井も何度か出演しており、その縁で（当時の『ファミ通』編集長だったカミカゼ長田やフランソワ林よりも）高頻度で作中に登場している。また、東京ゲームショウのエンターブレインブースに設けられた「しなハウス」でも何度かゲストとして出演した。
陽気な性格とは裏腹にかなりプレッシャーに弱く、放送前は緊張のあまり楽屋の隅で体育座りして落ち込んでいるのが定番になっている。
N澤S一（ショーちゃん）
白泉社編集・中澤章一。ゲームどころかアニメ・漫画にまで精通しているオタク。
以前『ヤングアニマル』でみずしなが戦え!アナウンサーを連載していたときの担当編集（初代）で、『藍より青し』なども担当していた。2008年に久しぶりに対面した際には副編集長まで出世していた。
うでつ和仁
バンダイナムコゲームス（旧ナムコ）に勤める、みずしなの友人でビューティフル塊魂のプロデューサー。苗字の漢字表記は「宇出津」。
隙あらばあの手この手で商品の宣伝を行おうとしている。初期の頃、登場時にはキャッツアイのごとくカード（名刺、ナンジャタウンのパスポートなど）を投げて登場する。
みずしなとは東京学芸大学で同じ研究室（美術学科グラフィックデザイン専攻）に所属していた時代からの仲で、在籍時からみずしなの『ファミ通』への連載を予言していた。登場する度に髪型が変わっている。
菊タロー（旧：えべっさん）
プロレスラー。みずしなとElectronic Entertainment Expo（E3）での地味な出会い（素顔）と取材での劇的な再会（えべっさん）をする。ゲームや漫画にかなり造詣が深い。みずしなと数度「しなっさん」「しなタロー」というタッグを結成している。
吉田尚記
ニッポン放送アナウンサー。
みずしなとは2004年の東京ゲームショウにて出会った。見た目も声もさわやかだが、オタクがアナウンサーになってしまったように広い範囲について詳しい。しかしゲームに関してはみずしな同様ヌル。
同局の番組「着ラジ」にみずしながゲスト出演。開始直前に思いついた『nintendogs』のすれちがいイベントに強制的にみずしなを参加させ、さらに「ミューコミ」の企画ではみずしなが読者投稿を元に漫画を書いていた。また「ミュ〜コミ+プラス」ではみずしなのアシスタントであるフジイをゲスト出演させている。
石井正則（当時アリtoキリギリス）
みずしな作品のファンで、さくまあきらのラジオ番組で同席したのをきっかけにプライベートの飲み仲間となった。作中ではビールジョッキ以下のサイズで描かれている。
ノナカ（野中智恵）
エンターブレイン勤務の『いい電子』初代単行本担当。本職は雑誌『コミックビーム』の担当で須藤真澄の『おさんぽ大王』に出てくる編集者・ノナカと同一人物。2002年に寿退社している。サイン会会場などで、よく松村に間違われた。
山下沙希子
ノナカの後任となった『いい電子』2代目単行本担当。4巻からの担当で、担当入社したばかりの新人であった。7巻からコミックビーム編集長のO村に単行本担当を引き継ぐ形で降板。
伊集院光
タレント。日本ハムファンとして有名で、試合中に偶然隣り合ったことから知り合った内藤とは仲が良く、試合やキャンプなどで出会うことも多い。
伊集院のラジオ番組「伊集院光 日曜日の秘密基地」のクイズコーナーにみずしな、内藤（当時松村）に漫画家仲間の桑木みきと田代哲也と組み参加したことがあり、そこからみずしなと伊集院との確執が生まれている模様。
また、2018年まで雑誌『DIME』（小学館）で連載されていた伊集院のコラム「伊集院光の深夜27時の買物」には、みずしなによる描き下ろしの4コマ漫画が掲載されていた。
業次郎（ぎょうじろう）
知人の飼い猫で、しばらく留守をするたびにみずしなが預かっている。『いい電子』内で1、2を争うかわいさで、内藤、後藤ともイチコロ。しかし最近は預かる機会が少なく、登場機会も少ない。
みずしなの別作品によると、2006年末に20歳（人間だと108歳）で大往生とのこと。
ながまさ（永匡）
藤井が飼っている猫。「にゃがたん」や「おもちねこ（餅のようにのびることから）」とも呼ばれる。「プキプキ」と鳴く。よくギャルゲー紹介の際に主人公として登場（代用）する。
2012年には、『まんがタイムオリジナル』（芳文社）などに掲載された永匡に関するエッセイ漫画をまとめた単行本『にゃがまさ通信』が、みずしなと藤井の共著で発売されている（ISBN 978-4-81-244934-9）。
2022年5月2日に死去。15歳没。
こいずみまり
みずしなの友人でもある漫画家。ゲームショー関連ネタで出てくることが多い。昔、セガで働いていたことがあり、セガのブースに近づくと発狂する。なお彼女が『コイズミ学習ブック』をヤングアニマルに連載していた時の担当者は、先述のN澤。
日本橋ヨヲコ
友人で現在は売れっ子漫画家。RPGのレベル上げを旦那に任せている。何度か出演しているが本人が遊んでるシーンは一切無く、ゲームの腕前は不明。遊ぶより見るのが好きなようである。うどんに大量の刻み葱を入れることから（単行本10巻より）、最近では登場のたびに万能葱を携えている。

## 単行本
全巻エンターブレイン・ビームコミックスより発行。
- 『いい電子』
  - 1巻：2000年11月6日初版発行（2000年10月25日発売）、ISBN 978-4-75-770235-6
  - 2巻：2001年12月6日初版発行（2001年11月26日発売）、ISBN 978-4-75-770669-9
  - 3巻：2002年11月6日初版発行（2002年10月25日発売）、ISBN 978-4-75-771182-2
  - 4巻：2004年1月5日初版発行（2003年12月25日発売）、ISBN 978-4-75-771681-0
  - 5巻：2005年4月25日発売、ISBN 978-4-75-772243-9
  - 6巻：2006年4月24日発売、ISBN 978-4-75-772728-1
  - 7巻：2007年4月25日発売、ISBN 978-4-75-773500-2
  - 8巻：2008年5月26日発売、ISBN 978-4-75-774182-9
  - 9巻：2009年3月25日発売、ISBN 978-4-75-774758-6
  - 10巻：2010年3月25日発売、ISBN 978-4-04-726414-4
  - 11巻：2011年8月25日発売、ISBN 978-4-04-727275-0
- 『いいでん!』
  - 1巻：2012年9月21日発売、ISBN 978-4-04-728349-7
  - 2巻：2013年9月21日発売、ISBN 978-4-04-729201-7
  - 3巻：2014年11月21日発売、ISBN 978-4-04-730102-3
  - 4巻：2016年6月25日発売、ISBN 978-4-04-733167-9

## 出演情報
- 2003年6月8日 「伊集院光 日曜日の秘密基地」内「2時間クイズむずかC」にみずしな孝之、松村佳代子（現：内藤佳代子）が一般人参加者として出演。
- 2010年5月15日 「輝け！第3回Y-1グランプリ 大賞発表」と言う、ニコニコ生放送にみずしな孝之が審査員として出演。